# Национална държавна компания за радио и телевизия на Република Беларус
Националната държавна компания за радио и телевизия на Република Беларус (на беларуски: Нацыянальная дзяржаўная тэлерадыёкампанія Рэспублікі Беларусь – Белтэлерадыёкампанія) е публична държавна компания на Беларус в сферата на средствата за масова информация. Неин ръководител е Генадий Давидко. Седалището на компанията е разположено в град Минск, на ул. „Макайонка“ № 9.

## Телевизионни канали
Компанията управлява шест телевизионни канала, от които пет се разпространяват на национално равнище а един на международно равнище:
- Беларус 1 – новини, актуални събития и предавания с обществен интерес;
- Беларус 2 – забавни предавания и спорт;
- Беларус 3 – предавания за култура;
- Беларус 4 – регионални новини, развлечения и културни предавания. Излъчват се отделно, в областите – Брест, Витебск, Гомел, Гродно, Могилев и град Минск;
- Беларус 5 – предавания за спорт;
- Беларус 24 – международен канал за зрителите извън Беларус;
- НТВ Беларус – беларуска версия на НТВ, програмата на канала е свързана с този на НТВ (Русия), както и на други тв канали от Русия;